# Batalla dels Dos Rius
La batalla dels Dos Rius va ser un combat que va enfrontar els pictes i els northumbrians l'any 671, amb victòria final dels segons. El lloc precís de la batalla es desconeix. L'única obra que menciona aquesta batalla és la Vita sancti Wilfrithi, d'Esteve de Ripon.

## Precedents
El Regne de Northúmbria es va anar eixamplant progressivament vers el nord al llarg del segle VII. Els Annals de Tigernach parla del setge d'Etain el 638, un esdeveniment que s'assimila generalment a la presa de control d'Edimburg (Din Eidyn) pel rei Osvald de Northúmbria (634-642), el qual havia conquerit també el territori del Gododdin, situat al sud del riu Forth. Al nord d'aquest riu començava el territori dels pobles pictes, amb una zona de "pictes del sud" entre el riu Forth i les muntanyes Mounth i el regne de Fortriu al nord d'aquestes muntanyes.
El cronista northumbrià Beda el Venerable, que va escriure a principis del segle viii, afirma que Osvald va sotmetre els pictes a la seva autoritat i que aquesta situació va perdurar encara amb el seu successor Oswiu (642-670).
Egfrid va succeir Oswiu el 670, i poc després els pictes comandats pel rei de Fortriu Drest mac Donnel es van revelar.

## Batalla
L'única font de la batalla és el relat d'Esteve de Ripon a la Vita Sancti Wilfrithi. Segons aquest relat Egfrid, coneixedor dels plans dels pictes per a desfer-se del domini de Northúmbria, va preparar ràpidament una força de cavalleria per aturar la rebel·lió. Es va dirigir amb un exèrcit cap al nord, assistit per Beornhæth, un capdill celta que, segons l'historiador James Fraser, era el governant del regne picte meridional de Niuduera, situat a l'actual Fife.
La ubicació de batalla es desconeix. Fraser ha proposat la zona de Moncreiffe Island, prop de Perth, com a possible lloc de la batalla.
Segons explica la Vita Sancti Wilfrithi, la cavalleria dEgfrid va ser emboscada per un exèrcit picte molt més gran. Tanmateix, els nordumbrians van poder contenir l'atac ocasionant moltes baixes al seu enemic. Segons aquesta font els pictes van patir prous baixes per «omplir dos rius» i permetre a la cavalleria anglosaxona perseguir els supervivents a peu eixut.
Com a obra hagiogràfica que és, la Vita Sancti Wilfrithi no es pot considerar una font històrica ideal. De fet, varis detalls del relat d'Esteve de Ripon són exageracions probables, que sobrevaloren l'abast real de la victoria de Northúmbria.

## Conseqüències
Esteve recorda que, després de la batalla, els pictes van ser fets esclaus i sotmesos a la cautivitat durant els següents 14 anys. Els annals irlandesos de l'Ulster i Tigernach registren un tal 'Drost' expulsat del tro el 671. Generalment es considera aquest Drost el rei picte Drest mac Donnel, que va ser destituït a favor de Bridei mac Bili com a resultat directe del fracàs de la rebel·lió.